# Gayle Broughton
Gayle Broughton (Hawera, 5 juni 1996) is een Nieuw-Zeelands rugbyspeler.

## Carrière
Broughton won met de ploeg van Nieuw-Zeeland tijdens de Olympische Zomerspelen 2016 de Olympische zilveren medaille. Vijf jaar later in Tokio werd Broughton olympisch kampioen.
In 2018 werd zij samen met haar ploeggenoten in San Francisco wereldkampioen Rugby Seven.

## Erelijst

### Rugby Seven
- Olympische Zomerspelen:  2016
- Gemenebestspelen  2018
- Wereldkampioenschap  2018
- Olympische Zomerspelen:  2021